# Екатерина Маринова
Екатерина Якоб Маринова е български политик от БКП и БСП.

## Биография
През 1960 година завършва Химико-технологичния институт в Москва.
Започва работа в Корабостроителницата във Варна. През 1962 г. е на работа в Градския и Окръжния комитети на ДКМС във Варна. Впоследствие става първи секретар на Окръжния комитет на ДКМС във Варна. От 1964 година е член на БКП. През 1968 г. става секретар на ЦК на ДКМС.
Между 1971 и 1974 г. е заместник-министър на земеделието и хранителната промишленост и първи заместник-министър на земеделието и хранителната промишленост (1978 – 1979), първи заместник-министър на вътрешната търговия и услугите (1982 – 1984), заместник-министър на производството и търговията с потребителски стоки (1984 – 1986). От 1986 до 1990 г. е генерален консул на България в Ленинград, СССР.
През 1990 година е министър на търговията и услугите в първото правителство на Андрей Луканов. Пенсионира се през 1992 година.
Умира на 30.07.2024 г.в София